# Trần Bách Cường
Trần Bách Cường (tiếng Trung: 陳百強, tiếng Anh: Danny Chan Pak Keung, sinh ngày 7 tháng 9 năm 1958－mất ngày 25 tháng 10 năm 1993), là ca sĩ, nhạc sĩ, diễn viên người Hong Kong.
Ngoài ca hát, anh còn thể hiện tài năng của mình trong việc viết nhạc trong một số bài hát của mình, như "Nước mắt rơi vì em" (1979), "Ripples" (漣漪) (1982), "Vẫn cứ thích em" (偏偏喜歡你) (1983) và "Đợi" (等) (1985). Anh được nhớ đến nhiều nhất bởi những bản ballad Cantopop lãng mạn và các tác phẩm chất lượng cao. Anh qua đời vào năm 1993 sau khi bị hôn mê 17 tháng.

## Sự nghiệp
Anh đạt giải Ba trong cuộc thi Sáng tác ca khúc nhạc Pop Hong Kong vào năm 1977. Cùng năm đó, anh bắt đầu xuất hiện với vai trò là diễn viên trên bộ phim truyền hình Sweet Babe của đài TVB. Năm 1978, anh đạt giải Nhất trong Hong Kong Yamaha Electone Festival. Anh đã tổ chức concert đầu tiên của mình tại Hong Kong vào năm đó. Album đầu tiên của anh, "First Love", được phát hành vào năm 1979. Bài hát "Nước mắt rơi vì em" (眼淚為你流) nằm trong album này trở thành bài hát được biết đến nhiều nhất của anh.
Sau đó, Trần Bách Cường kí hợp đồng với HK EMI, WEA, DMI, cuối cùng là lại kí với Warner Music. Anh bắt đầu hát các ca khúc Cantopop, một số ca khúc của anh được nhiều người biết đến như "Gợn sóng" (漣漪), "Vẫn cứ thích em" (偏偏喜歡你) and "Một đời cầu mong gì" (一生何求). Ca khúc "Nhớ ơn cha mẹ" (念親恩) (1981) thường được phát trên các kênh radio và thường được chọn trong các phòng karaoke.
Đầu những năm 1980, anh là host của TV show Bang Bang. Sự kết hợp của anh với Trương Quốc Vinh và Chung Bảo La trong "Encore" (喝采) (1980) và "Thất nghiệp sinh" (失業生) (1981) nhận được sự đón nhận nhiệt tình từ công chúng và báo giới. Anh đóng vai chính trong "Đồng thoại mùa thu" (秋天的童話) năm 1987 với Châu Nhuận Phát và Chung Sở Hồng.

## Cái chết và sự suy đoán
Trần Bách Cường mắc chứng trầm cảm nhẹ, rồi chứng trầm cảm trở nên trầm trọng hơn trong cuối những năm 1980. Vào ngày 18/5/1992, anh được phát hiện trong tình trạng bất tỉnh và được đưa vào bệnh viện Queen Mary ở Hong Kong. Anh còn bị tổn thương não - nguyên nhân được cho là do anh đã uống thuốc ngủ pha với rượu. Anh rơi vào hôn mê và qua đời vào ngày 25/10/1993 khi mới 35 tuổi.

## Tưởng niệm
Ngày 8/11/2005, Bưu điện Hong Kong phát hành một bộ sưu tập tem đặc biệt về các ca sĩ nhạc pop của Hong Kong. Bộ tem này tập trung vào các 5 ngôi sao nhạc Pop có dấu ấn mạnh mẽ vào lịch sử của Cantopop. Hình ảnh của Trần Bách Cường được in trên con tem HK$1.80.

## Sản phẩm âm nhạc

### Danh sách các CD nhạc
| Năm  | Tên album                                                    |
| ---- | ------------------------------------------------------------ |
| 1979 | First Love (Side A)/Nước mắt rơi vì em (眼淚為你流) (Side B) |
| 1980 | Đừng rơi lệ nữa (不再流淚)                                   |
| 1980 | Cuộc hẹn vài phút (陳百強與你幾分鐘的約會)                   |
| 1981 | Có em rồi (有了你)/Hoa mặt trời (太陽花)                     |
| 1982 | Danny Chan - Breakthrough Collections (陳百強突破精選)       |
| 1982 | Nói hết trong lòng (傾訴)                                    |
| 1983 | Vẫn cứ thích em (偏偏喜歡你)                                 |
| 1984 | Bách Cường '84 (百強84)                                      |
| 1985 | Danny Chan - The Greatest Hits (陳百強精選)                  |
| 1985 | Deeply in Love with You (深愛著你)                           |
| 1986 | Khi anh nhớ đến em (當我想起你)                              |
| 1986 | Gaze (凝望)                                                  |
| 1987 | Si tâm trong ánh mắt (痴心眼內藏)                            |
| 1987 | Người trong mộng (夢裡人)                                    |
| 1988 | Thần tiên cũng di dân (神仙也移民)                           |
| 1988 | Vô thanh thắng hữu thanh (無聲勝有聲)                        |
| 1988 | Đông ấm (冬暖)                                               |
| 1989 | Một đời cầu mong gì (一生何求)                               |
| 1990 | Đợi em (等待您)                                              |
| 1991 | Love in L.A.                                                 |
| 1991 | Chỉ vì yêu em (只因愛你)                                     |
| 1992 | Em thân yêu (親愛的您)                                       |

## Các phim đã đóng

### Phim điện ảnh
| Năm  | Tên phim                                                       |
| ---- | -------------------------------------------------------------- |
| 1980 | Encore (喝采)                                                  |
| 1981 | Thất nghiệp sinh (失業生)                                      |
| 1984 | Merry Christmas (聖誕快樂)                                     |
| 1986 | My Family (八喜臨門)                                           |
| 1987 | Đồng thoại mùa thu (秋天的童話) (tiêu đề ở Đài Loan: 流氓大亨) |

### Phim truyền hình
| Năm  | Tên phim            | Đài truyền hình |
| ---- | ------------------- | --------------- |
| 1977 | Sweet Babe (甜姐兒) | TVB             |
| 1980 | Take Turn (輪流轉)  | TVB             |
| 1980 | Breakthrough (突破) | TVB             |

## Giải thưởng
| Năm  | Tổ chức                      | Tên giải                                                 | Giải                             |
| ---- | ---------------------------- | -------------------------------------------------------- | -------------------------------- |
| 1977 |                              | "Cuộc thi sáng tác ca khúc pop HK"                       | Giải ba                          |
| 1978 |                              | "Cuộc thi Organ Yamaha Hong Kong"                        | Giải nhất                        |
| 1978 |                              | "Cuộc thi sáng tác ca khúc pop HK"                       | Giải ba                          |
| 1983 |                              | "AGB Listener's Choice"                                  | Giải thưởng ca sĩ nổi tiếng nhất |
| 1988 | Hong Kong Commercial Station | "Cuộc thi ca sĩ nam nổi tiếng nhất"                      | Giải ba                          |
| 1989 | Hong Kong Commercial Station | "Cuộc thi ca sĩ nam nổi tiếng nhất"                      | Giải ba                          |
| 1989 | Tokyo Music Festival         | "Nam ca sĩ nhạc pop nổi tiếng nhất"                      | Giải ba                          |
| 1991 |                              | "Top 10 ca sĩ nổi tiếng nhất" tại Quảng Châu, Trung Quốc |                                  |
| 2009 | Radio Television Hong Kong   | "Golden Needle Award"                                    |                                  |

### Giải thưởng khác
| Năm  | Tổ chức                          | Tên giải                           |
| ---- | -------------------------------- | ---------------------------------- |
| 1981 | Wong Tai Sin District, Hong Kong | "Model Youth"                      |
| 1984 | International Folk Song          | "Most Charming Singer"             |
| 1987 | Hong Kong Commercial Station     | "Hong Kong Best Dressed Person"    |
| 1989 | Hong Kong Commercial Station     | "Hong Kong Top 10 Friendly Person" |